# Брадбъри (град, Калифорния)
Брадбъри (на английски: Bradbury) е град в окръг Лос Анджелис, щата Калифорния, САЩ. Брадбъри е с население от 855 жители (2000) и обща площ от 4,95 km². Намира се на 206 m надморска височина. ЗИП кодовете му са 91008, а телефонният му код е 626.